# Revamped
Revamped (с англ. — «Переосмыслённые») — сборник американской певицы Деми Ловато, выпущенный 15 сентября 2023 года на лейбле Island Records. Сборник состоит из «переосмысленных» рок-версий десяти главных поп-хитов певицы.

## Предыстория
В январе 2022 года Ловато выложила в социальные сети фото, в подписи к которой было написано «Похороны моей поп-музыки», что навело на слухи о возвращении Ловато в рок-музыку, с которой она начала карьеру. В тот же период Ловато начала выкладывать в социальные сети отрывки новых песен из студии звукозаписи. Новый материал имел рок-звучание. 19 августа того же года состоялась премьера её восьмого студийного альбома Holy Fvck, имеющего характерное рок-звучание, а осенью певица отправилась в концертный тур в поддержку альбома. В ходе турне она пыталась найти способ естественно «смешать» свои поп-хиты и новые рок-песни в сет-листе, чтобы это выглядело естественно. Ловато и её группа переосмыслили свои старые песни в новой аранжировке, и «поклонникам это понравилось», — призналась она в интервью Rolling Stone. В том же интервью певица сообщила: «Когда я вернулась из тура, я подумала: „Почему бы мне не записать эти версии и не выпустить их?“».

## Продвижение
24 мая, в честь десятилетнего юбилея, Ловато выпустила рок-версию сингла «Heart Attack». 25 мая она выпустила «переосмысление» сингла «Cool for the Summer», а 14 июля была выпущена новая версия сингла «Sorry Not Sorry», где гитарные партии исполняет рок-музыкант Slash. Одновременно с выпуском ремикса, певица анонсировала альбом, выпустив его трейлер. «С помощью Revamped я хотела отдать дань уважения песням, которые так нравятся моим фанатам, а также сыграли большую роль в становлении моей карьеры» — сообщила она. 18 августа была выпущена рок-версия песни «Confident».
12 сентября, певица исполнила первые три сингла на премии MTV VIdeo Music Awards.

## Список композиций
Продюсерами всех треков выступили Оук Фелдер, Алекс Найсфоро и Кит Соррелс. Ниже указаны лишь дополнительные продюсеры.
| №                   | Название                                                               | Автор(ы)                                                                    | Продюсер(ы)         | Длительность |
| ------------------- | ---------------------------------------------------------------------- | --------------------------------------------------------------------------- | ------------------- | ------------ |
| 1.                  | «Heart Attack» (из Demi)                                               | Деми Ловато Аарон Филипс Джейсон Эвиган Митч Аллан Никки Уильямс Шон Дуглас | Аллан               | 3:59         |
| 2.                  | «Confident» (из Confident)                                             | Ловато Илья Саламанзаде Макс Мартин Саван Котеча                            |                     | 3:25         |
| 3.                  | «Sorry Not Sorry» (при участии Слэша) (из Tell Me You Love Me)         | Ловато Дуглас Тревор Браун Фелдер Заир Коало                                | Браун Коало         | 3:34         |
| 4.                  | «Cool for the Summer» (из Confident)                                   | Ловато Александр Кронлунд Али Пайами Макс Мартин Саван Котеча               |                     | 3:32         |
| 5.                  | «Tell Me You Love Me» (из Tell Me You Love Me)                         | Кирби Лориен Аджай Бхаттачарья Джон Хилл                                    |                     | 3:47         |
| 6.                  | «Neon Lights» (при участии The Maine) (из Demi)                        | Ловато Марио Маркетти Тиффани Вартанян Райан Теддер Ноэль Занканелла        | Chopsticks          | 3:52         |
| 7.                  | «Skyscraper» (из Unbroken)                                             | Тоби Гад Линди Роббинс Керли Койв                                           | Оскар Линнандер     | 3:33         |
| 8.                  | «La La Land» (при участии Ниты Страусс) (из Don’t Forget)              | Ловато Ник Джонас Джо Джонас Кевин Джонас                                   |                     | 3:13         |
| 9.                  | «Give Your Heart a Break» (при участии Берта Маккрэкена) (из Unbroken) | Джош Александер Билли Стейнберг                                             | Джон Филдман        | 3:20         |
| 10.                 | «Don't Forget» (из Don't Forget)                                       | Ловато К. Джонас Д. Джонас К. Джонас                                        |                     | 3:34         |
| Общая длительность: | Общая длительность:                                                    | Общая длительность:                                                         | Общая длительность: | 35:49        |

Примечания
- Все треки имеют подзаголовок «Rock Version».

## История выпуска
| Регион | Дата             | Формат(ы)         | Лейбл  | Ист.          |
| ------ | ---------------- | ----------------- | ------ | ------------- |
| Мир    | 15 сентября 2023 | CD стриминг винил | Island | [ 19 ] [ 20 ] |